# كريستوف ديلموتي
كريستوف ديلموتي (بالفرنسية: Christophe Delmotte)‏ (9 يونيو 1969 في كومينز) لاعب كرة قدم فرنسي الجنسية بلجيكي المولد معتزل كان يجيد اللعب في مركز قلب الدفاع كما كان يجيد اللعب أيضا في مركز الوسط المدافع .
بدأ ديلموتي مسيرته الرياضية في نادي لنس سنة 1991 وانتقل بالإعارة لمدة موسم واحد إلى نادي سيدان (1993-1994) ونادي كان (1994-1995) ثم انتقل إلى نادي ليون سنة 1997 حيث ساهم في فوز النادي ببطولة دوري الدرجة الأولى موسمين 2001-2002 و2002-2003 وبطولة كأس الدوري الفرنسي موسم 2000-2001 . انتقل بعدها إلى نادي ستاد رانس سنة 2004 ثم انتقل إلى نادي بريست في سنة 2006 واعتزل نهائيا لعب كرة القدم في سنة 2007 .

## روابط خارجية
- كريستوف ديلموتي على موقع رابطة كرة القدم الفرنسية للمحترفين (الإنجليزية)
- كريستوف ديلموتي على موقع قاعدة بيانات كرة القدم.إي يو (الإنجليزية)
- كريستوف ديلموتي على موقع ليكيب (الفرنسية)
- كريستوف ديلموتي على موقع عالم كرة القدم.نت (الإنجليزية)